# Andrei Aramnau
Andrei Mikalaievitch Aramnau (em bielorrusso:  Андрэй Мікалаевіч Арамнаў, em russo:  Андрей Николаевич Арямнов, transl. Andrei Nikolaievitch Aramnov; 17 de abril de 1988, em Barissau) é um halterofilista bielorrusso.
No Campeonato Mundial para juniores de 2006 em Hangzhou, depois da disputa com o cazaque Ilia Ilin, Aramnau ficou com a prata, na categoria até 94 kg. Ilia levantou 176 kg no arranque e Aramnau 177 kg; Aramnau levantou 216 kg no arremesso, concluindo com um total de 393 kg; Ilia conseguiu 225 kg e levou o ouro no total (401 kg).
No Campeonato Mundial para juniores de 2007 em Praga, agora competindo na categoria até 105 kg, Aramnau conseguiu o ouro. Levantou 187 kg no arranque — 15 kg a mais do que o segundo colocado, o russo Igor Merkuchov (172 kg); Aramnau levantou 220 kg no arremesso, tendo somado um total de 407 kg; Merkuchov conseguiu 221 kg no arremesso, mas ficou com a prata (393 kg).
No Campeonato Mundial de 2007, em Chiang Mai, agora para seniores/adultos, Aramnau obteve sucesso e ganhou ouro na categoria até 105 kg. Finalizou a prova do arranque com 195 kg; conseguiu 220 kg no arremesso em sua primeira — logo, somando 415 kg no total, igualando-se ao então recorde mundial para juniores (até 20 anos) pelo polonês Marcin Dołęga. Em sua segunda e terceira tentativa no arremesso levantou 225 e 228 kg, respectivamente, estabelecendo, então, dois recordes mundiais juniores no total  — 420 e 423 kg. Aramnau, entretanto, ficou em segundo na prova do arremesso — o búlgaro Alan Tsagaev conseguiu 231 kg, mas ficou com a prata no total (411 kg).
Aramnau foi campeão olímpico em 2008, em Pequim, na categoria até 105 kg, em que chegou a marca de 200 kg no arranque (recorde mundial), superando a marca de Dołęga em 1 kg (199 kg). No arremesso ele obteve a marca de 225 kg na primeira tentativa, 230 na segunda e 236 kg na terceira (esta recorde para juniores), estabelecendo três recordes mundiais para a categoria de idade — 425, 430 e 436 kg, respectivamente, esta última recorde mundial da categoria até 105 kg (sem limitação de idade).
Ele foi reconhecido na Bielorrússia como o melhor esportista de seu país em 2008.
No final de 2008, Aramnau foi pego dirigindo bêbado e foi suspenso pela Federação de Levantamento de Peso de Belarus de competições por dois anos. Mas foi readmitido depois, embora não competiu no Campeonato Mundial daquele ano.
Em 2010, no Campeonato Europeu realizado em Minsk, Andrei Aramnau inicialmente terminara em primeiro, na categoria até 105 kg, com a marca de 420 kg (195+225), mas foi desclassificado por dopagem bioquímica e suspenso das competições pela Federação Internacional de Halterofilismo até dezembro daquele ano.

## Quadro de resultados
| Ano                       | Lugar                                         | Categoria       | Marca (kg) / pos. | Marca (kg) / pos. | Marca (kg) / pos. |
| Ano                       | Lugar                                         | Categoria       | Arranque          | Arremesso         | Total             |
| Jogos Olímpicos           | Jogos Olímpicos                               | Jogos Olímpicos | Jogos Olímpicos   | Jogos Olímpicos   | Jogos Olímpicos   |
| ------------------------- | --------------------------------------------- | --------------- | ----------------- | ----------------- | ----------------- |
| 2008                      | Pequim, China                                 | –105 kg         | 200 / 1           | 236 / 1           | 436 /             |
| Campeonato Mundial        |                                               |                 |                   |                   |                   |
| 2007                      | Chiang Mai, Tailândia                         | –105 kg         | 195 /             | 228 /             | 423 /             |
| 2018                      | Asgabate, Turquemenistão                      | –109 kg         | 182 / 5           | 210 / 16          | 392 / 9           |
| 2019                      | Pattaya, Tailândia                            | –109 kg         | 198 /             | 228 /             | 426 /             |
| Campeonato Europeu        |                                               |                 |                   |                   |                   |
| 2010                      | Minsk, Belarus                                | –105 kg         | 195 / DSQ         | 225 / DSQ         | 420 / DSQ         |
| 2014                      | Tel Aviv, Israel                              | –105 kg         | 184 /             | 212 / 5           | 396 /             |
| 2019                      | Batumi, Geórgia                               | –109 kg         | 190 /             | 221 / 4           | 411 /             |
| 2021                      | Moscou, Rússia                                | +109 kg         | 170 / 13          | 205 / 14          | 375 / 14          |
| Campeonato Mundial Júnior |                                               |                 |                   |                   |                   |
| 2006                      | Hangzhou, China                               | 0–94 kg         | 177 /             | 216 /             | 393 /             |
| 2007                      | Praga, República Checa                        | –105 kg         | 187 /             | 220 /             | 407 /             |
| Outras                    |                                               |                 |                   |                   |                   |
| 2019                      | Doha, Catar Qatar Cup                         | –109 kg         | 183 /             | 218 /             | 401 /             |
| 2019                      | Serravalle, San Marino 12th Mediterranean Cup | –109 kg         | 165 /             | 195 /             | 360 /             |
| 2019                      | Grodno, Belarus Alexander Cup                 | +109 kg         | DNS               | DNS               | —                 |

DSQ = Desclassificado (Disqualified)
DNS = Não largou (Did not start)